# Hobart's Funnies
Hobart's Funnies waren tijdens de Tweede Wereldoorlog ongewoon omgebouwde tanks die gebruikt werden door de Britse 79th Armoured Division, Royal Engineers onder leiding van Percy Hobart. Deze voertuigen werden ook naar hem vernoemd. Ze werden vooral gebruikt bij de Landing in Normandië, een doel waarvoor de hele divisie speciaal was opgericht. Enkele bestaande tanks zoals de M4 Sherman en de Churchill leverden de basis waarop men verder ging experimenteren.

## Lijst

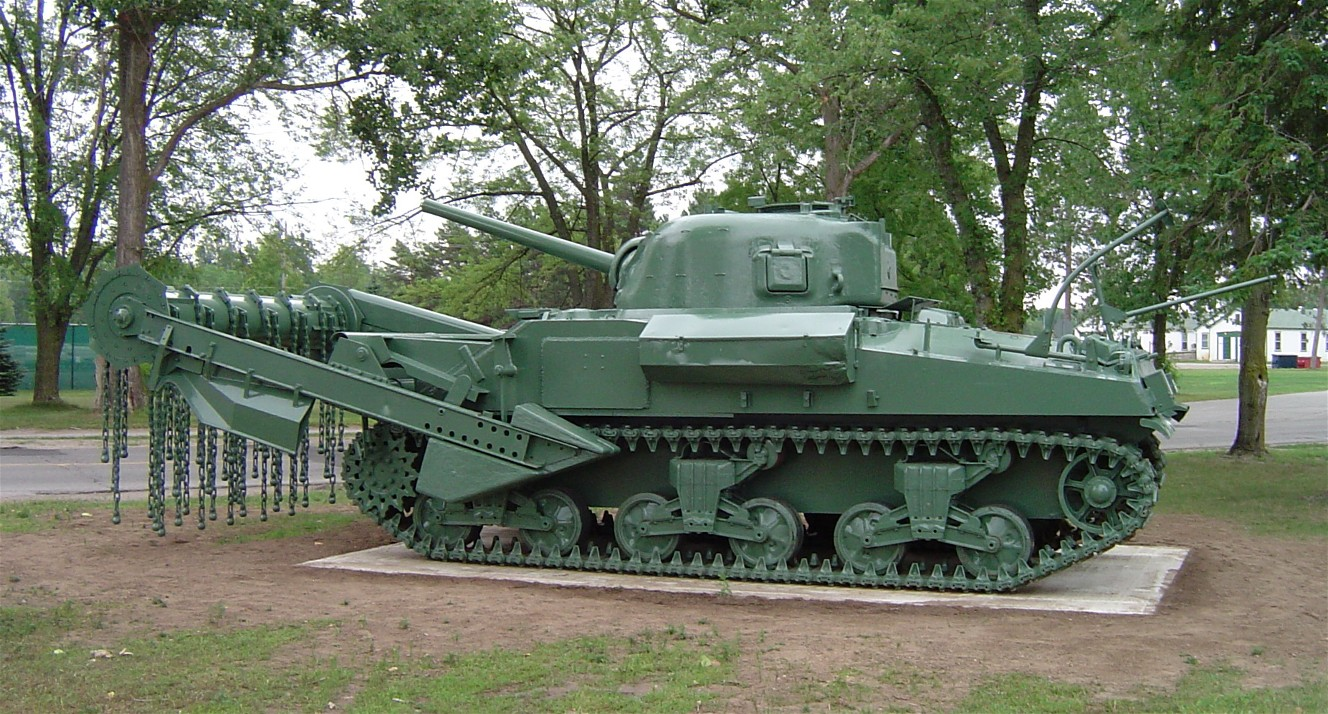
Sherman Crab in het Base Borden Museum

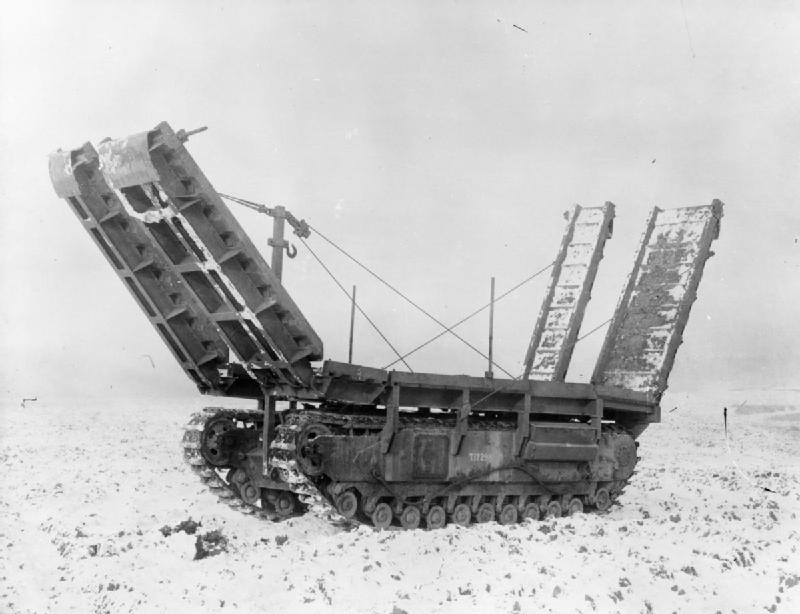
Churchill Arc Mk II

De belangrijkste typen voertuigen waren:
- Churchill Crocodile: een vlammenwerper op het chassis van de Churchilltank. In de aanhangwagen werd ongeveer 1.800 liter brandstof meegevoerd. Samengeperst stikstofgas stuwde de brandstof naar het 'vuurkanon' dat gemonteerd was op de plaats waar normaal de mitrailleur zat. Deze vuurstraal spoot een straal brandende brandstof tot bijna 120 meter ver.
- AVRE - Assault Vehicle, Royal Engineers: een Churchilltank omgebouwd om explosieven en speciale uitrusting (mijnenwalsen, mattenleggers, aanvalsbruggen e.d.) te vervoeren en dekking te bieden aan genietroepen.
- Arc - Armoured Ramp Carrier: een Churchill die zelf dienstdeed als helling om obstakels te overwinnen en daartoe aan beide zijden opklapbare brugdelen had.
- Crab: Sherman tank die omgebouwd werd tot mijnenruimer uitgerust met een mijnenvlegel.
- DD tank: een Duplex Drive, een M4 Sherman of Valentine met een canvas scherm dat omhooggeschoven kon worden zodat de tank voldoende drijfvermogen kreeg om zich door de zee te bewegen met behulp van twee schroeven.
- BARV - Beach Armoured Recovery Vehicle. Een Sherman M4A2 omgebouwd tot strandbergingstank. Strikt gesproken werd dit voertuig gebruikt door de Royal Electrical and Mechanical Engineers, niet de 79th Armoured Division en was dus eigenlijk geen Funny.
- Armoured Bulldozer: een Caterpillar D6 of D7 bulldozer die was uitgerust met pantserplaten.

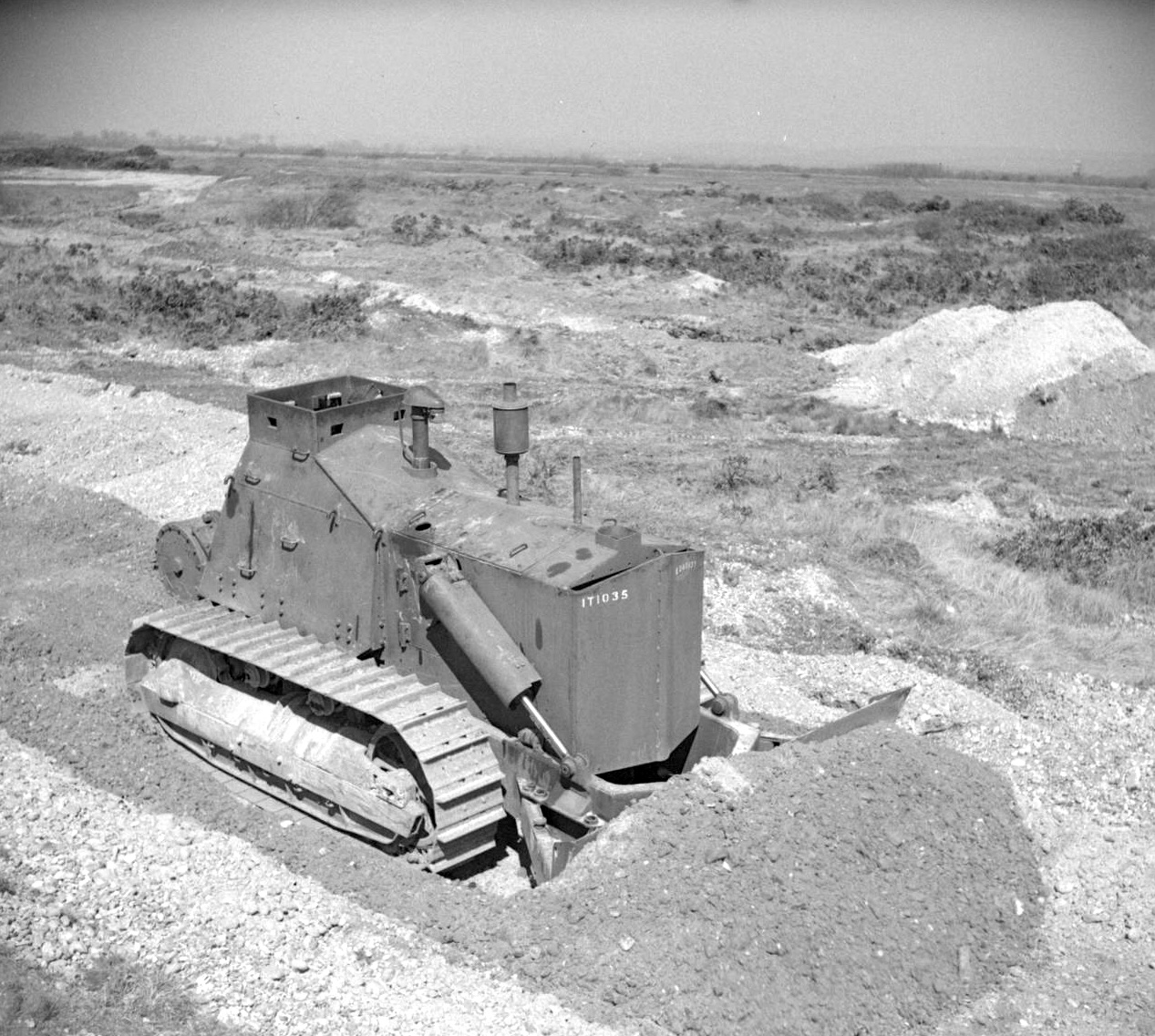
Armoured Bulldozer.

- Centaur Bulldozer, een Cromwell omgebouwd tot bulldozer; dit type was heel wat sneller dan normale bulldozers. Ze werden niet gebruikt op D-Day maar tijdens de acties van 79th Armoured Division tijdens de bevrijding van Zeeland eind 1944.
- Canal Defence Light: dit was een schijnwerpertank, gevormd door het ombouwen van verschillende typen, zoals de M3 Lee. Anders dan de naam zou doen vermoeden ging het niet om de kustverdediging: de koepel bevatte een zeer krachtige stroboscoop die de vijandelijke frontsoldaten moest verblinden en desoriënteren, zodat ze geen accuraat vuur konden uitbrengen op naar hun stellingen oprukkende geallieerde troepen. Dit type werd slechts zelden gebruikt.